# Saint-Ouen-du-Mesnil-Oger
Saint-Ouen-du-Mesnil-Oger è un comune francese di 204 abitanti situato nel dipartimento del Calvados nella regione della Normandia.

## Società

### Evoluzione demografica
Abitanti censiti